# Atsipópoulon
Atsipópoulon är en ort i Grekland.   Den ligger i prefekturen Nomós Rethýmnis och regionen Kreta, i den sydöstra delen av landet, 300 km söder om huvudstaden Aten. Atsipópoulon ligger 177 meter över havet och antalet invånare är 1 826.
Terrängen runt Atsipópoulon är huvudsakligen kuperad, men åt nordost är den platt. Havet är nära Atsipópoulon norrut.Runt Atsipópoulon är det ganska tätbefolkat, med 104 invånare per kvadratkilometer. Närmaste större samhälle är Rethymnon, 4,0 km öster om Atsipópoulon. 